# Saut à la perche masculin aux Jeux olympiques d'été de 1924
Pour un article plus général, voir Athlétisme aux Jeux olympiques d'été de 1924.
Navigation
Anvers 1920 Amsterdam 1928
L'épreuve du saut à la perche masculin aux Jeux olympiques de 1924 s'est déroulée les 9 et 10 juillet 1924 au Stade olympique Yves-du-Manoir de Paris, en France.  Elle est remportée par l'Américain Lee Barnes.

## Résultats

### Qualifications
Groupe 1
| Rang | Athlète                       | Marque | Classement général | Qual. |
| ---- | ----------------------------- | ------ | ------------------ | ----- |
| 1    | Lee Barnes (USA)              | 3.66   | =1                 | Q     |
| 1    | James Brooker (USA)           | 3.66   | =1                 | Q     |
| 1    | Victor Pickard (CAN)          | 3.66   | =1                 | Q     |
| 4    | Paul Dufauret (FRA)           | 3.55   | =8                 |       |
| 5    | Robert Duthil (FRA)           | 3.40   | =11                |       |
| 5    | Eurico de Freitas (BRA)       | 3.40   | =11                |       |
| 7    | František Fuhrherr-Nový (TCH) | 3.20   | =15                |       |
| 7    | James Campbell (GBR)          | 3.20   | =15                |       |
| 7    | Argyris Karagiannis (GRE)     | 3.20   | =15                |       |

Groupe 2
| Rang | Athlète                 | Marque | Classement général | Qual. |
| ---- | ----------------------- | ------ | ------------------ | ----- |
| 1    | Glenn Graham (USA)      | 3.66   | =1                 | Q     |
| 1    | Ralph Spearow (USA)     | 3.66   | =1                 | Q     |
| 1    | Maurice Henrijean (BEL) | 3.66   | =1                 | Q     |
| 1    | Henry Petersen (DEN)    | 3.66   | =1                 | Q     |
| 5    | Maurice Vautier (FRA)   | 3.55   | =8                 |       |
| 5    | Irvine Francis (CAN)    | 3.55   | =8                 |       |
| 7    | Marcel Muzard (FRA)     | 3.40   | =11                |       |
| 7    | Harry de Keijser (NED)  | 3.40   | =11                |       |
| 9    | Yrjö Helander (FIN)     | 3.20   | =15                |       |
| 9    | Valter Ever (EST)       | 3.20   | =15                |       |
| 9    | Stefan Adamczak (POL)   | 3.20   | =15                |       |

### Finale
| Rang               | Athlète                 | Marque |
| ------------------ | ----------------------- | ------ |
| Médaille d'or      | Lee Barnes (USA)        | 3.95   |
| Médaille d'argent  | Glenn Graham (USA)      | 3.95   |
| Médaille de bronze | James Brooker (USA)     | 3.90   |
| 4                  | Henry Petersen (DEN)    | 3.90   |
| 5                  | Victor Pickard (CAN)    | 3.80   |
| 6                  | Ralph Spearow (USA)     | 3.70   |
| (7)                | Maurice Henrijean (BEL) | NM     |